# Trophée des Champions

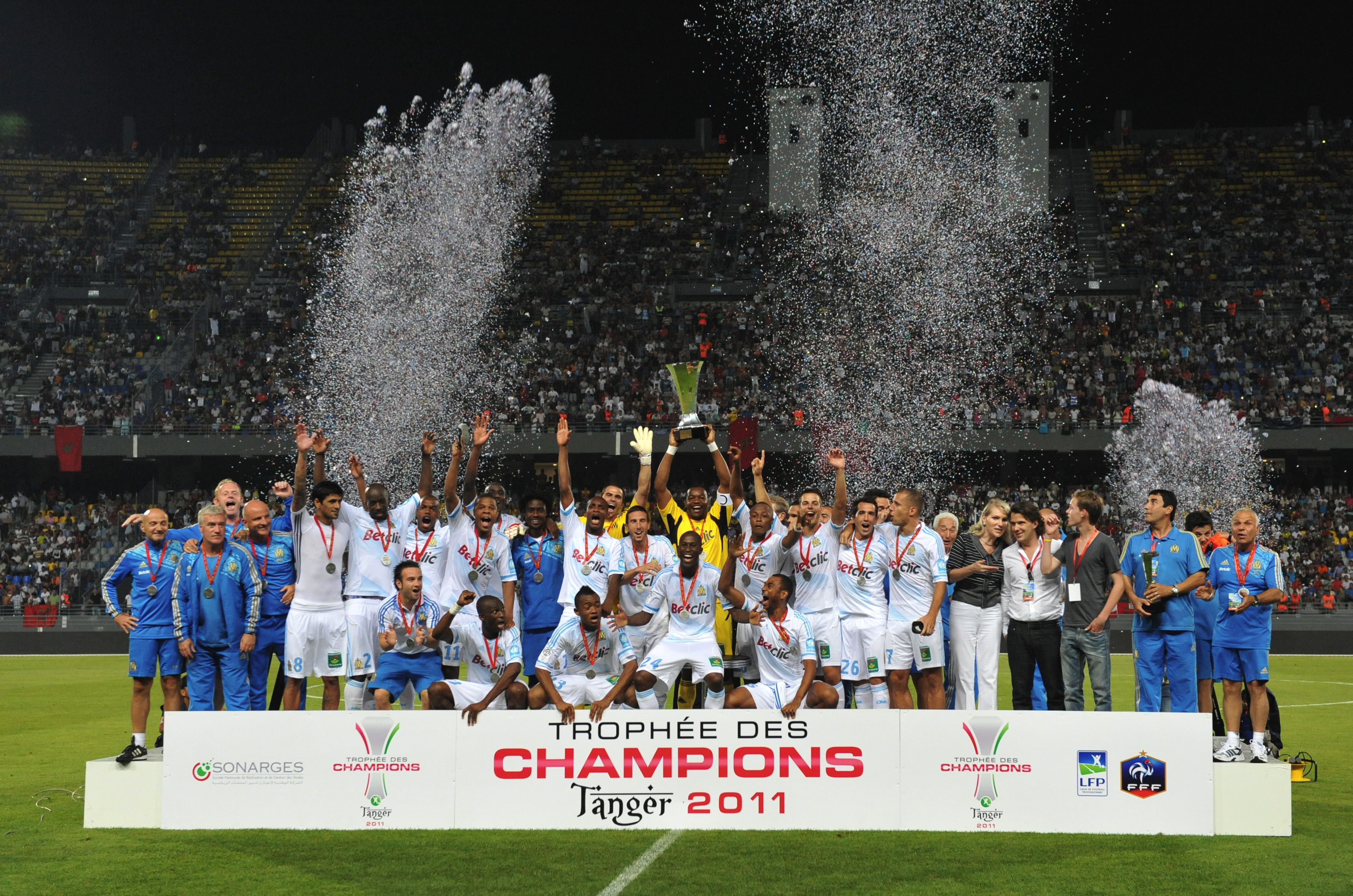
Olympique Marseille, winnaar van de Trophée des Champions 2011

De Trophée des Champions is een Franse voetbaltrofee waar sinds 1995 om wordt gespeeld door de algemeen landskampioen (Ligue 1) en de bekerwinnaar (Coupe de France), en is daarmee de Franse equivalent van de supercup zoals die in andere landen wordt gespeeld. In 1995 nam de Franse voetbalbond (FFF) de organisatie in handen. Doorgaans luidt de wedstrijd het nieuwe voetbalseizoen in.
Tussen 1955 en 1986 -niet elk jaar- werd er onder de naam Challenge des champions ook wedstrijden gespeeld tussen de landskampioen en de bekerwinnaar (of plaatsvervanger). Daarvoor werd in 1949 de eerste wedstrijd tussen de landskampioen en de bekerwinnaar gespeeld.
In 1987 werd de wedstrijd voor het eerst overzee gespeeld, plaats van handeling was Pointe-à-Pitre in het departement Guadeloupe. In 2009 werd de wedstrijd voor de eerste keer in het buitenland gespeeld. De LFP had besloten om het Franse voetbal internationaal te promoten door de wedstrijd in de op een na grootste Franstalige agglomeratie in de wereld te organiseren, in het Canadese Montreal.

## Wedstrijden
| Editie                                                                       | Datum                                                             | Landskampioen                                                     | Bekerwinnaar                                                      | Uitslag                                                           | Bijzonderheden                                                    |
| ---------------------------------------------------------------------------- | ----------------------------------------------------------------- | ----------------------------------------------------------------- | ----------------------------------------------------------------- | ----------------------------------------------------------------- | ----------------------------------------------------------------- |
| 1949                                                                         |                                                                   | Stade de Reims                                                    | RC Paris                                                          | 4 – 3                                                             |                                                                   |
| Challenge des champions                                                      |                                                                   |                                                                   |                                                                   |                                                                   |                                                                   |
| 1955                                                                         | 14 september 1955                                                 | Stade de Reims                                                    | Lille OSC                                                         | 7 – 1                                                             |                                                                   |
| 1956                                                                         | 6 juni 1956                                                       | OGC Nice                                                          | UA Sedan-Torcy                                                    | 0 – 1                                                             |                                                                   |
| 1957                                                                         | 7 juni 1956                                                       | AS Saint-Étienne                                                  | Toulouse FC                                                       | 2 – 1                                                             |                                                                   |
| 1958                                                                         | 19 november 1958                                                  | Stade de Reims                                                    | Olympique Nîmes                                                   | 2 – 1 (0 – 0)                                                     | Nîmes was bekerfinalist.                                          |
| 1959                                                                         | 2 juni 1959                                                       | OGC Nice                                                          | Le Havre AC                                                       | 0 – 2                                                             |                                                                   |
| 1960                                                                         | 1 juni 1960                                                       | Stade de Reims                                                    | AS Monaco                                                         | 6 – 2 (0 – 0)                                                     |                                                                   |
| 1961                                                                         | 22 augustus 1961                                                  | AS Monaco                                                         | UA Sedan-Torcy                                                    | 1 – 1 (na loting)                                                 | Monaco won na lottrekking.                                        |
| 1962                                                                         | 29 juni 1962                                                      | Stade de Reims                                                    | AS Saint-Étienne                                                  | 2 – 3                                                             |                                                                   |
| 1965                                                                         | 17 augustus 1965                                                  | FC Nantes                                                         | Stade Rennais                                                     | 4 – 2                                                             |                                                                   |
| 1966                                                                         | 13 juni 1966                                                      | FC Nantes                                                         | Stade de Reims                                                    | 0 – 2                                                             | Ligue 2-winnaar Reims i.p.v. bekerwinnaar RC Strasbourg.          |
| 1967                                                                         | 13 juni 1967                                                      | AS Saint-Étienne                                                  | Olympique Lyonnais                                                | 3 – 0                                                             |                                                                   |
| 1968                                                                         | 17 augustus 1968                                                  | AS Saint-Étienne                                                  | Girondins de Bordeaux                                             | 5 – 3                                                             | Bordeaux was bekerfinalist.                                       |
| 1969                                                                         | 23 juli 1969                                                      | AS Saint-Étienne                                                  | Olympique de Marseille                                            | 3 – 2                                                             |                                                                   |
| 1970                                                                         | 19 juni 1970                                                      | AS Saint-Étienne                                                  | OGC Nice                                                          | 0 – 2                                                             | Nice was Ligue 2-winnaar.                                         |
| 1971                                                                         | 20 augustus 1971                                                  | Olympique de Marseille                                            | Stade Rennais                                                     | 2 – 2                                                             | Trofee gedeeld.                                                   |
| 1972                                                                         | 26 juli 1972                                                      | Olympique de Marseille                                            | SC Bastia                                                         | 2 – 5                                                             | Bastia was bekerfinalist.                                         |
| 1973                                                                         | 21 augustus 1973                                                  | FC Nantes                                                         | Olympique Lyonnais                                                | 1 – 2                                                             |                                                                   |
| 1985                                                                         | 18 december 1985                                                  | Girondins de Bordeaux                                             | AS Monaco                                                         | 1 – 1 (7 – 8 wns)                                                 |                                                                   |
| 1986                                                                         | 23 januari 1987                                                   | Paris Saint-Germain                                               | Girondins de Bordeaux                                             | 0 – 1                                                             | Finale van 1986, gespeeld in 1987.                                |
| Trophée des Champions (strafschoppenseries direct na de reguliere wedstrijd) |                                                                   |                                                                   |                                                                   |                                                                   |                                                                   |
| 1995                                                                         | 3 januari 1996                                                    | FC Nantes                                                         | Paris Saint-Germain                                               | 2 – 2 (5 – 6 wns)                                                 | Finale van 1995, gespeeld in 1996.                                |
| 1996                                                                         | Niet gespeeld omdat AJ Auxerre landskampioen en bekerwinnaar werd | Niet gespeeld omdat AJ Auxerre landskampioen en bekerwinnaar werd | Niet gespeeld omdat AJ Auxerre landskampioen en bekerwinnaar werd | Niet gespeeld omdat AJ Auxerre landskampioen en bekerwinnaar werd | Niet gespeeld omdat AJ Auxerre landskampioen en bekerwinnaar werd |
| 1997                                                                         | 23 juli 1997                                                      | AS Monaco                                                         | OGC Nice                                                          | 5 – 3                                                             |                                                                   |
| 1998                                                                         | 30 juli 1998                                                      | RC Lens                                                           | Paris Saint-Germain                                               | 0 – 1                                                             |                                                                   |
| 1999                                                                         | 24 juli 1999                                                      | Girondins de Bordeaux                                             | FC Nantes                                                         | 0 – 1                                                             |                                                                   |
| 2000                                                                         | 22 juli 2000                                                      | AS Monaco                                                         | FC Nantes                                                         | 0 – 0 (6 – 5 wns)                                                 |                                                                   |
| 2001                                                                         | 19 juli 2001                                                      | FC Nantes                                                         | RC Strasbourg                                                     | 4 – 1                                                             |                                                                   |
| 2002                                                                         | 17 juli 2002                                                      | Olympique Lyonnais                                                | FC Lorient                                                        | 5 – 1                                                             |                                                                   |
| 2003                                                                         | 26 juli 2003                                                      | Olympique Lyonnais                                                | AJ Auxerre                                                        | 2 – 1                                                             |                                                                   |
| 2004                                                                         | 31 juli 2004                                                      | Olympique Lyonnais                                                | Paris Saint-Germain                                               | 1 – 1 (7 – 6 wns)                                                 |                                                                   |
| 2005                                                                         | 27 juli 2005                                                      | Olympique Lyonnais                                                | AJ Auxerre                                                        | 4 – 1 (0 – 0)                                                     |                                                                   |
| 2006                                                                         | 30 juli 2006                                                      | Olympique Lyonnais                                                | Paris Saint-Germain                                               | 1 – 1 (5 – 4 wns)                                                 |                                                                   |
| 2007                                                                         | 28 juli 2007                                                      | Olympique Lyonnais                                                | FC Sochaux                                                        | 2 – 1                                                             |                                                                   |
| 2008                                                                         | 2 augustus 2008                                                   | Olympique Lyonnais                                                | Girondins de Bordeaux                                             | 0 – 0 (4 – 5 wns)                                                 | Bordeaux was vicekampioen.                                        |
| 2009                                                                         | 25 juli 2009                                                      | Girondins de Bordeaux                                             | Guingamp                                                          | 2 – 0                                                             |                                                                   |
| 2010                                                                         | 28 juli 2010                                                      | Olympique de Marseille                                            | Paris Saint-Germain                                               | 0 – 0 (5 – 4 wns)                                                 |                                                                   |
| 2011                                                                         | 27 juli 2011                                                      | Lille OSC                                                         | Olympique de Marseille                                            | 4 – 5                                                             | Marseille was vicekampioen.                                       |
| 2012                                                                         | 28 juli 2012                                                      | Montpellier HSC                                                   | Olympique Lyonnais                                                | 2 – 2 (2 – 4 wns)                                                 |                                                                   |
| 2013                                                                         | 3 augustus 2013                                                   | Paris Saint-Germain                                               | Girondins de Bordeaux                                             | 2 – 1                                                             |                                                                   |
| 2014                                                                         | 2 augustus 2014                                                   | Paris Saint-Germain                                               | Guingamp                                                          | 2 – 0                                                             |                                                                   |
| 2015                                                                         | 1 augustus 2015                                                   | Paris Saint-Germain                                               | Olympique Lyon                                                    | 2 – 0                                                             | Lyon was vicekampioen.                                            |
| 2016                                                                         | 6 augustus 2016                                                   | Paris Saint-Germain                                               | Olympique Lyon                                                    | 4 – 1                                                             | Lyon was vicekampioen.                                            |
| 2017                                                                         | 29 juli 2017                                                      | AS Monaco                                                         | Paris Saint-Germain                                               | 1 – 2                                                             |                                                                   |
| 2018                                                                         | 4 augustus 2018                                                   | Paris Saint-Germain                                               | AS Monaco                                                         | 4 – 0                                                             | Monaco was vicekampioen                                           |
| 2019                                                                         | 3 augustus 2019                                                   | Paris Saint-Germain                                               | Stade Rennes                                                      | 2 – 1                                                             |                                                                   |
| 2020                                                                         | 13 januari 2021                                                   | Paris Saint-Germain                                               | Olympique de Marseille                                            | 2 – 1                                                             | wedstrijd is op latere stip gespeeld vanwege covid-19             |
| 2021                                                                         | 1 augustus 2021                                                   | Lille OSC                                                         | Paris Saint-Germain                                               | 1 – 0                                                             |                                                                   |
| 2022                                                                         | 31 juli 2022                                                      | Paris Saint-Germain                                               | FC Nantes                                                         | 4 – 0                                                             |                                                                   |
| 2023                                                                         | 3 januari 2023                                                    | Paris Saint-Germain                                               | Toulouse FC                                                       | 2 – 0                                                             |                                                                   |
| 2024                                                                         | 5 januari 2024                                                    | Paris Saint-Germain                                               | AS Monaco                                                         | 1 – 0                                                             |                                                                   |

## Titels per club
| Club                   | Titels | Verloren | Jaren gewonnen                                                               |
| ---------------------- | ------ | -------- | ---------------------------------------------------------------------------- |
| Paris Saint-Germain    | 13     | 5        | 1995, 1998, 2013, 2014, 2015, 2016, 2017, 2018, 2019, 2020, 2022, 2023, 2024 |
| Olympique Lyonnais     | 8      | 4        | 1973, 2002, 2003, 2004, 2005, 2006, 2007, 2012                               |
| AS Saint-Étienne       | 5      | 1        | 1957, 1962, 1967, 1968, 1969                                                 |
| Stade de Reims         | 5      | 1        | 1949, 1955, 1958, 1960, 1966                                                 |
| AS Monaco              | 4      | 4        | 1961, 1985, 1997, 2000                                                       |
| FC Nantes              | 3      | 5        | 1965, 1999, 2001                                                             |
| Girondins de Bordeaux  | 3      | 4        | 1986, 2008, 2009                                                             |
| Olympique de Marseille | 3      | 3        | 1971 (gedeeld), 2010, 2011                                                   |
| OGC Nice               | 1      | 3        | 1970                                                                         |
| Stade Rennais          | 1      | 2        | 1971 (gedeeld)                                                               |
| Lille OSC              | 1      | 2        | 2021                                                                         |
| CS Sedan               | 1      | 1        | 1956                                                                         |
| Le Havre AC            | 1      | 0        | 1959                                                                         |
| SC Bastia              | 1      | 0        | 1972                                                                         |
| AJ Auxerre             | 0      | 2        |                                                                              |
| EA Guingamp            | 0      | 1        |                                                                              |
| FC Lorient             | 0      | 1        |                                                                              |
| FC Sochaux             | 0      | 1        |                                                                              |
| Montpellier HSC        | 0      | 1        |                                                                              |
| Nîmes Olympique        | 0      | 1        |                                                                              |
| Racing Club de France  | 0      | 1        |                                                                              |
| RC Lens                | 0      | 1        |                                                                              |
| RC Strasbourg          | 0      | 1        |                                                                              |
| Tolouse FC             | 0      | 1        |                                                                              |

1995 · 1996 · 1997 · 1998 · 1999 · 2000 · 2001 · 2002 · 2003 · 2004 · 2005 · 2006 · 2007 · 2008 · 2009 · 2010 · 2011 · 2012 · 2013 · 2014 · 2015 · 2016 · 2017 · 2018 · 2019 · 2020 · 2021 · 2022